# 503 Evelyn
Az 503 Evelyn egy kisbolygó, amit Raymond Smith Dugan fedezett fel 1903. január 19-én.